# Operationsbasis Wokuhl
Die Operationsbasis Wokuhl (OpBasis Wokuhl) war eine der beiden Raketen-Abschussbasen der sowjetischen 152. Selbständigen Garde-Raketenbrigade. Die Brigade selbst war ab Dezember 1983 der Gruppe der Sowjetischen Streitkräfte in Deutschland operativ unterstellt, unterlag dem INF-Vertrag und war in Waren (Müritz) (Mecklenburg-Vorpommern) an den Standorten Warenshof, Wokuhl (auch: Wokuhl-Dabelow) und Strelitz-Alt disloziert. Die Rückverlegung des Großverbands in die UdSSR erfolgte 1988 nach Tschernjachowsk (Oblast Kaliningrad).
Die OpBasis Wokuhl umfasste folgende Bestandteile
- Hauptgefechtsstand 152. Selbständige Garde-Raketenbrigade
  - 229. Raketenabteilung in Strelitz-Alt; mit insgesamt fünf Mittelstreckenraketen 9K76 Temp-S (SS-12 Scaleboard), sieben Übungsraketen, sechs Startrampen
  - Sonderwaffenlager Wokuhl

Einige Reste von Gebäuden sind heute noch erkennbar.